# Твёрдость (этика)

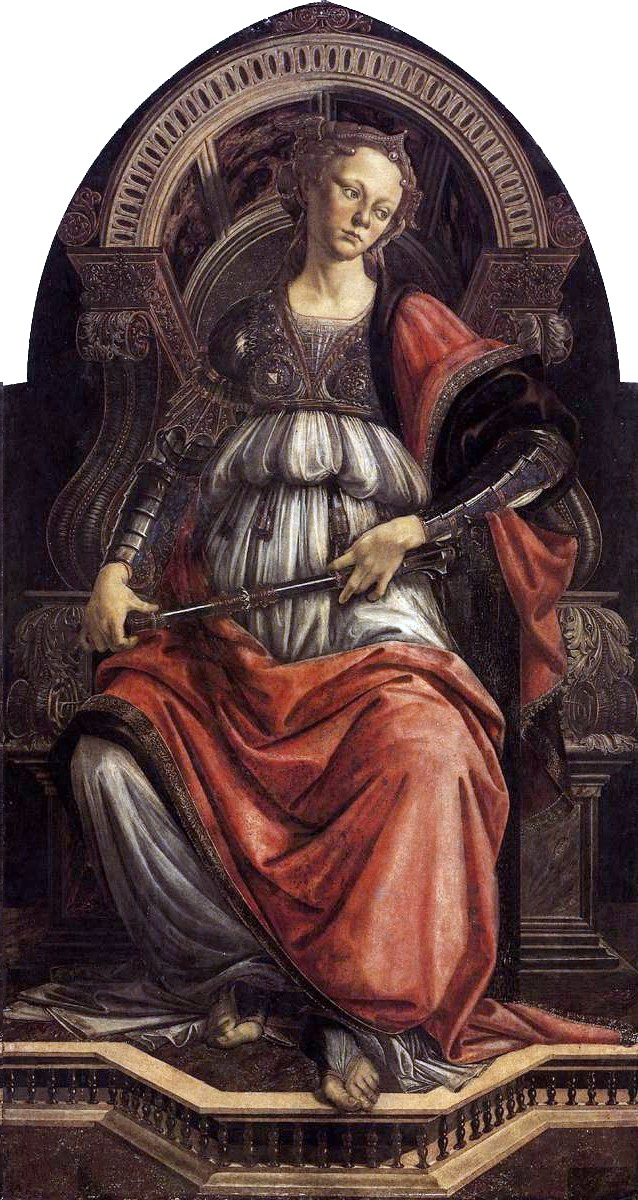
Аллегория твёрдости (Ботичелли)

Твёрдость (также твёрдость характера, твёрдость воли, твёрдость духа) — черта характера, характеризующаяся последовательностью и упорством в достижении целей или отстаивании взглядов. В психологии с твёрдостью, помимо упорства, могут ассоциироваться понятия жизнестойкости (англ. hardiness), резильентности (англ. resilience), мотивации достижения. Эти понятия изучаются наукой с 1907 года: момента, когда Уильям Джеймс начал исследовать каким образом определённые личности вырабатывают черты характера, позволяющие им добиваться бо́льших, чем у обычных людей, результатов.
В этике твёрдость считается положительным качеством, а в системе прусских добродетелей — и добродетелью. В христианстве твёрдость считается одним из семи даров Святого Духа, её противоположностью считается уныние.

## Определение
Твёрдость — это упорное и увлечённое достижение долговременных целей. Взяв в основу биографии известных исторических личностей, исследователи и учёные вывели схожую с определением формулу, в особенности для тех личностей, которые признаны более успешными и влиятельными, чем их коллеги: все они помимо нормальных способностей обладали определёнными чертами характера. Способности играли важную роль в достижениях этих людей, но кроме этого им были свойственны усердие и настойчивость мотивов и усилий. Анжела Дакворт и её коллеги считают, что этот двойной компонент твёрдости является ключевым для дифференциации с другими ассоциируемыми понятиями. Твёрдость определяется, как стабильная черта, которая не требует быстрой обратной реакции (результата). Личности с высоким уровнем твёрдости могут в течение длительного времени поддерживать решительность и мотивацию несмотря на неудачный жизненный опыт и несчастья. Их энтузиазм и увлечение поставленной долговременной целью — важнейший фактор, вырабатывающий выносливость, необходимую для того, чтобы не сбиваться с курса несмотря на проблемы и неудачи. Человек с твёрдым характером настроен выиграть марафон, а не спринт.

## Сравнения в литературе

### Твёрдость и позитивная психология
Понятие твёрдости также связано с позитивной психологией, а именно с понятием настойчивости. Способность придерживаться цели в течение длительного периода времени и постоянные попытки достичь её являются важными аспектами твёрдости. Позитивная психология заинтересована в изучении настойчивости, как положительного признака длительного успеха. Включение твёрдости в понятие настойчивости неудивительно, так как Анжела Дакворт вела научную деятельность под руководством Мартина Селигманна.

### Твёрдость и интеллект
Один из лучших прогностических параметров будущих достижений — это интеллект. Предположение о том, что твёрдость может быть взаимосвязана с интеллектом породила один из вопросов, ответ на который искали в ранних исследованиях данной черты характера: «Почему некоторые личности добиваются бо́льших результатов, чем другие, обладающие схожим интеллектом?». В ходе работ было выявлено, что твёрдость ортогональна или в небольшой степени обратно коррелятивна интеллекту. Это означает, что твёрдость, в отличие от многих традиционных критериев поведения, не связана с интеллектом. По мнению учёных, это помогает объяснить почему некоторые личности, обладающие высоким интеллектом, не могут работать на высоком уровне в течение длительного периода времени.

### Твёрдость и показатель личностных качеств
Качество твёрдости подверглось сравнению с большой пятёркой (диспозициональной моделью, которая предполагает, что личность человека включает в себя пять общих и относительно независимых черт: экстраверсию, доброжелательность, добросовестность, нейротизм и открытость опыту). В одном из исследований, проведённых Дакворт и Куинн, было выявлено, что твёрдость взаимосвязана с добросовестностью, но в то же время имеет несколько важных отличительных особенностей. К примеру, если оба понятия часто ассоциируются с краткосрочными достижениями, твёрдость также может иметь отношение к более длительным задачам. Длительное упорство и надёжность отличают твёрдость от добросовестности.

## Сравнение с другими ассоциируемыми понятиями

### Твёрдость и упорство
Упорство — это постоянное движение к цели, невзирая на все препятствия, разочарования и отвлекающие факторы. Твёрдость выступает предпосылкой для упорства. Твёрдость добавляет личности страстное увлечение целью, что, в свою очередь, даёт силы на длительное стремление её достичь.

### Твёрдость и жизнестойкость
Мадди определяет жизнестойкость, как комбинацию отношений, предоставляющих смелость и мотивацию для выполнения тяжёлой важной работы и превращающих стрессовые обстоятельства, потенциально ведущие к беде, в возможности для роста. Жизнестойкость относится к умению личности проходить через сложные обстоятельства и, в отличие от твёрдости, не подразумевает длительного стремления к определённой цели. Мадди создал теоретическую модель, в которой твёрдость является инструментом для развития резильентности.

### Твёрдость и резильентность
Резильентность — это динамический процесс, в котором личность преодолевает значительные неприятности, которые обычно принимают форму события, изменяющего жизнь, или форму тяжёлых личных обстоятельств. Резильентность можно определить как адаптивный ответ на сложную ситуацию. Твёрдость — это чёрта характера, а резильентность — динамический процесс. Понятие резильентность почти всегда применяется относительно маленьких детей.

### Твёрдость и амбиции
В широком смысле амбиции — это страсть к достижениям, власти или превосходству. Личности, обладающие твёрдостью, не ищут славы или признания за свои достижения. Они хотят достичь поставленных целей, а не выделять себя перед другими людьми.

### Твёрдость и мотивация достижения
Дэвид Маккеланд описывает мотивацию достижения, как стимул достичь выполнимых задач, что в скором времени имеет результат и обратную связь. Люди, обладающие твёрдостью, ставят перед собой долговременные сложные цели и не уклоняются от них, независимо от наличия быстрых результатов. Кроме этого, мотивация достижения изучается более 50 лет и имеет связь с самоэффективностью и ориентации на цель. В литературе, посвящённой твёрдости, данные понятия не упоминаются.

## Твёрдость в искусстве

### Музыка
В 2010 году группа Алиса выпустила альбом «Ъ», на котором одноимённая песня посвящена твёрдости. Лидер группы Константин Кинчев описал это следующим образом: «Твёрдый знак — некие размышления на тему того, что происходит, и как устоять тем, кто определился в своей дороге. Вот, собственно и всё. И призыв к силе, чтобы можно было устоять, одолеть и победить». В припеве песни звучат слова: «Как мне страх и сомнения взять в кулак? В бой слов вызвать к радению твёрдый знак». Последняя строчка композиции гласит: «Твёрдых не подмять!».
В песне группы Ария «Встань, страх преодолей» есть строчки: «Как и встарь от ветра часто рушится стена. Крепче будь и буря не страшна».

### Народное творчество
В народном творчестве существуют пословицы о твёрдости:
- И редко шагает, да твёрдо ступает.
- Твёрдость духа красит мужа.
- Твердо крепку брат.